# Economia da França
A economia da França combina um extenso setor privado com uma intervenção estatal substancial. Grandes áreas de terrenos férteis, a aplicação de tecnologia moderna e subsídios fizeram do país o principal produtor agrícola da Europa Ocidental.
Tem destaque na indústria automobilística, aeronáutica, alimentícia, uma agropecuária intensiva e extensiva. Destacam-se ainda as indústrias mecânicas, elétricas e químicas, com grande concentração de capitais, geralmente situadas perto dos centros urbanos. A França também desenvolveu uma extraordinária tecnologia de ponta no ramo da informática além de eletrônica em geral e aeronáutica. Finalmente destaca-se o crescimento da indústria de armamentos, sendo o país uma potência militar.
Até meados do século XIX, o país era essencialmente agrícola, com importantes atividades artesanais. O desenvolvimento dos transportes, na segunda metade do século XIX, acelerou a concentração de atividades industriais em algumas áreas, principalmente próximas dos grandes centros urbanos.
Após a Segunda Guerra Mundial, mais exatamente a partir de 1950, o governo francês estabeleceu algumas medidas protecionistas de seus produtos frente aos estrangeiros, que foram paulativamente abandonadas à medida que a indústria francesa se modernizava, tornando-se mais competitiva. Durante década de 1970 a produção industrial francesa cresceu mais de 33% porém a partir de 1980 o ritmo de crescimento estabilizou-se.
O país é o 18º no ranking de competitividade do Fórum Econômico Mundial. A Crise da dívida pública da Zona Euro tem afetado o país, que tomou medidas de austeridade.

## Setores

### Setor primário

#### Agricultura
A França produziu, em 2018:
- 39,5 milhões de toneladas de beterraba (2º maior produtor do mundo, somente atrás da Rússia), que serve para produzir açúcar e etanol;
- 35,8 milhões de toneladas de trigo (5º maior produtor do mundo);
- 12,6 milhões de toneladas de milho (11º maior produtor do mundo);
- 11,2 milhões de toneladas de cevada (2º maior produtor do mundo, somente atrás da Rússia);
- 7,8 milhões de toneladas de batata (8º maior produtor do mundo);
- 6,2 milhões de toneladas de uva (5º maior produtor do mundo);
- 4,9 milhões de toneladas de colza (4º maior produtor do mundo, somente atrás de Canadá, China e Índia);
- 2,2 milhões de toneladas de cana-de-açúcar;
- 1,7 milhão de toneladas de maçã (9º maior produtor do mundo);
- 1,3 milhão de toneladas de triticale (4º maior produtor do mundo, somente atrás de Polônia, Alemanha e Bielorrússia);
- 1,2 milhões de toneladas de girassol (9º maior produtor do mundo);
- 712 mil toneladas de tomate;
- 660 mil toneladas de linho;
- 615 mil toneladas de ervilha seca;
- 535 mil toneladas de cenoura;
- 427 mil toneladas de aveia;
- 400 mil toneladas de soja;

Além de produções menores de outros produtos agrícolas.

#### Pecuária
Na pecuária, a França foi, em 2019, o 8º maior produtor mundial de carne suína, com uma produção de 2,2 milhões de toneladas; o 7º maior produtor mundial de leite de vaca, com uma produção de 24,9 bilhões de litros; o 5º maior produtor mundial de leite de cabra, com uma produção de 656,7 milhões de litros; o 8º maior produtor mundial de carne bovina, com uma produção de 1,4 milhões de toneladas; o 27º maior produtor mundial de carne de frango, com uma produção de 1,1 milhões de toneladas, entre outros. A França é o maior produtor e exportador de queijo do mundo.

### Setor secundário

#### Indústria

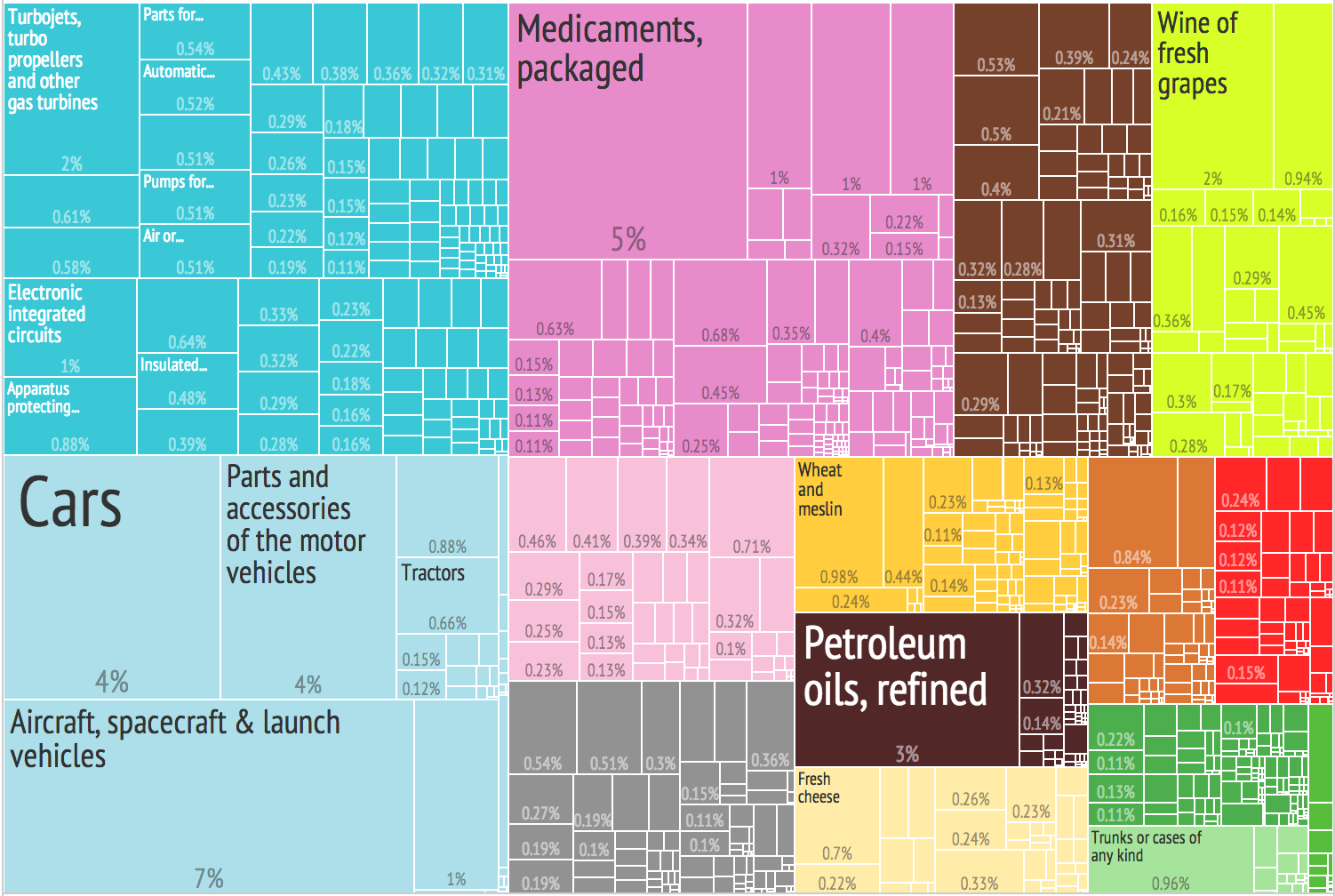
Gráfico de exportações da França

O Banco Mundial lista os principais países produtores a cada ano, com base no valor total da produção. Pela lista de 2019, a França tinha a 8ª indústria mais valiosa do mundo (US $ 266,6 bilhões).
Em 2019, a França era a 10ª maior produtora de veículos do mundo (2,2 milhões) e a 16ª maior produtora de aço (14,5 milhões de toneladas). A França é também um dos 5 maiores produtores mundiais de vinho (foi o 2º maior produtor mundial em 2018, atrás apenas da Itália), com uma produção de grande qualidade, famosa internacionalmente.
No fim do século XX, a França era a quarta nação industrial do planeta, depois dos Estados Unidos, Japão e Alemanha. O processo de forte industrialização tomou iniciativa, depois da segunda guerra mundial, com o apoio decisivo do governo, que também incentivou a fusão de pequenos grupos empresariais, o que resultou em maior concentração industrial do país.
Hoje em dia a economia da França torna-a na quinta nação mais rica do planeta em termos de PIB nominal, atrás dos Estados Unidos da América, da China, do Japão, da Alemanha, e à frente do Reino Unido, segundo projeções do FMI em 2009. São de capital francês empresas como Accor, Air France, Air Liquide, Alcatel, Alstom, Orano, Aventis, Axa, BNP Paribas, Bouygues, Carrefour, Champion, Citroën, Danone, EDF, Elf, FNAC, Orange S.A., Leroy Merlin, Michelin, Peugeot, Renault, Saint Gobain, Suez Environnement, Thales, Thomson, TotalEnergies e Vivendi, etc.
Por esse motivo, da enorme riqueza que faz da França uma das nações da "elite" mundial, podemos dizer sem dúvida alguma que a França é um dos países mais industrializados do mundo, seus produtos se espalham por lojas e casas de todo o planeta.

#### Mineração
A França tem uma produção mineral pequena, onde se destaca apenas a extração de niquel na Nova Caledônia, que é a 4ª maior do mundo. Além disso, a França é a 13º maior produtora mundial de gipsita e a 13º maior produtora mundial de sal. A Guiana Francesa produz ouro, mas em pequena quantidade; perto de 2 toneladas por ano.

#### Energia
Nas energias não-renováveis, em 2020, o país era o 73º maior produtor de petróleo do mundo, com uma produção quase nula (13 mil barris/dia). Em 2019, o país consumia 1,53 milhões de barris/dia (14º maior consumidor do mundo). O país foi o 12º maior importador de petróleo do mundo em 2018 (1,13 milhões de barris/dia). Em 2015, a França era a 89º maior produtora mundial de gás natural, com uma produção quase nula. Em 2010 a França era a 6ª maior importadora de gás do mundo (46,2 bilhões de m³ ao ano), principalmente da Rússia. A França não possui produção de carvão e também não importa carvão. A França é bastante dependente da energia nuclear: em 2019, o país possuía 56
usinas atômicas em seu território, com uma potência instalada de 61,3 GW. É o 2º país do mundo com mais usinas atômicas.
Nas energias renováveis, em 2020, a França era o 7º maior produtor de energia eólica do mundo, com 17,3 GW de potência instalada, o 12º maior produtor de energia solar do mundo, com 11,7 GW de potência instalada; e em 2014 era o 10º maior produtor de energia hidroelétrica do mundo, com uma potência instalada de 25 GW.

## Turismo
Um dos setores que movimentam a economia da França em grande escala, sem dúvida nenhuma, é o turismo. Em 2018, a França foi o país mais visitado do mundo, com 89,4 milhões de turistas internacionais. As receitas do turismo, neste ano, foram a 3º maior do mundo (US $ 67,3 bilhões, perdendo apenas para os Estados Unidos e a Espanha).

## Comércio exterior
Em 2020, o país foi o 6º maior exportador do mundo (US $ 555,1 bilhões em mercadorias, 3% do total mundial). Considerando bens e serviços exportados, as exportações foram de US $ 882,7 bilhões. Já nas importações, em 2019, foi o 7º maior importador do mundo: US $ 637,9 bilhões.
Alguns dos principais produtos exportados pela França são seus vinhos, perfumes e a culinária francesa.

## Principais produtos da França
Agricultura: trigo, batata-doce, milho, cevada, uva, batata, frutas, aveia, girassol, hortaliças, beterraba, tabacos e vinhos.
Pecuária e Pesca: Bovinos, suínos, ovinos, caprinos; bacalhau, badejo, sardinha.
Mineração: Carvão, ferro, sais de potássio, bauxita, zinco, chumbo, ouro, petróleo, gás natural, gipsita e aço.
Indústria: Produtos siderúrgicos, químicos, alumínio, cimento, automóveis, aeronaves, maquinário, metalurgia e produtos de alta tecnologia.